# Campionato centramericano maschile di pallacanestro 1991
Il 12º Campionato dell'America Centrale e Caraibico Maschile di Pallacanestro FIBA (noto anche come FIBA Centrobasket 1991) si è svolto dal 21 aprile al 27 aprile 1991 a Monterrey in Messico. Il torneo è stato vinto dalla nazionale portoricana.
I FIBA Centrobasket sono una manifestazione contesa dalle squadre nazionali di Messico, Centro America e Caraibi, organizzata dalla CONCENCABA (Confederazione America Centrale e Caraibi), nell'ambito della FIBA Americas.

## Squadre partecipanti
- Costa Rica
- Cuba
- Messico
- Panama
- Porto Rico

## Classifica finale
| Pos | Squadra    | V-P |
| --- | ---------- | --- |
|     | Porto Rico | 6-0 |
|     | Messico    | 4-2 |
|     | Cuba       | 3-3 |
| 4   | Panama     | 1-5 |
| 5   | Costa Rica | 0-4 |